# Terry Schueremans
Thérèse (Terry) Schueremans (23 mei 1939) is een voormalige Belgische atlete, die was gespecialiseerd in de sprint en de meerkamp. Ze veroverde op drie verschillende onderdelen zes Belgische titels. 

## Biografie
Schueremans werd tussen 1961 en 1964 driemaal Belgisch kampioen op de 100 en tweemaal op de 200 m. Ze nam op beide nummers deel aan de Europese kampioenschappen van 1962 in Belgrado, waar ze telkens werd uitgeschakeld in de reeksen.
Schueremans veroverde ook één titel in de vijfkamp.

### Clubs
Schueremans was aangesloten bij NSLO.

### Basketbal
Na haar atletiekcarrière speelde Schueremans basketbal bij BBC Pitzemburg.

## Belgische kampioenschappen
| Onderdeel | Jaar             |
| --------- | ---------------- |
| 100 m     | 1961, 1963, 1964 |
| 200 m     | 1962, 1963       |
| vijfkamp  | 1962             |

## Persoonlijke records
| Onderdeel | Prestatie | Datum | Plaats |
| --------- | --------- | ----- | ------ |
| 100 m     | 12,3 s    |       |        |
| 200 m     | 25,9 s    |       |        |

## Palmares

### 60 m
- 1966: 4e in reeks EK indoor in Dortmund - 8,1 s

### 100 m
- 1961:  BK AC - 12,9 s
- 1962: 5e in reeks EK in Belgrado - 13,0 s
- 1963:  BK AC - 12,8 s
- 1964:  BK AC - 12,7 s

### 200 m
- 1962:  BK AC - 26,8 s
- 1962: 5e in reeks EK in Belgrado - 26,5 s
- 1963:  BK AC - 26,2 s

### vijfkamp
- 1962:  BK AC - 3996 p

## Onderscheidingen
- 1965: Grote Feminaprijs van de KBAB